# 楊倩兒
楊倩兒（1996年5月9日—），暱稱呀子，澳門女演員、模特兒、音樂家。

## 生平
楊倩兒約於2009年開始練習鋼琴，後考獲ABRSM鋼琴八級證書。2020年澳門理工學院（今澳門理工大學）音樂學士畢業，畢業論文為《抖音熱潮對青少年音樂教育的影響》。
楊倩兒的演奏方向以流行音樂為主。除了從事職業樂手及鋼琴教師，亦擔任模特兒、微電影及YouTube短片演員，並活躍於社交平台。因其樣貌討好及身材突出，有澳門「鋼琴女神」之稱。
2015年參加第一屆全澳青年流行鋼琴比賽，獲得金獎，後於2021年的第六屆賽事擔任評審。
2023年，楊倩兒開設音樂教育中心「Kimberly Music Centre」，重點推廣流行音樂文化。

## 參演作品

### 微電影
- 2016年：《超時空地球保衛戰Ⅱ—末日帝國》[12][13]
- 2017年：《高菁》[14][15]
- 2023年：飛夢映畫《十年的我們Still us》

## 獎項
| 年份 | 比賽                       | 獎項 |
| ---- | -------------------------- | ---- |
| 2015 | 第一屆全澳青年流行鋼琴比賽 | 金獎 |

## 外部連結
- 楊倩兒的Instagram帳戶